# Paul Christian Henrici
Paul Christian Henrici (* 18. April 1816 auf Schloss Augustenburg, Alsen; † 3. Juni 1899 in Charlottenburg) war ein deutscher Jurist und Senatspräsident am Reichsgericht. Sein Leben war geprägt von der Schleswig-Holstein-Frage.

## Leben
Henrici war Sohn des Leibarztes von Friedrich Christian II. (Schleswig-Holstein-Sonderburg-Augustenburg). Er erhielt Privatunterricht durch den Hofprediger im Schloss Augustenburg und studierte ab 1834 in Kiel und Berlin Rechtswissenschaften. Nach bestandenem juristischen Amtsexamen 1838 auf Schloss Gottorf begann er seine Laufbahn im dänischen Staatsdienst als Auscultant beim holsteinischen Obergericht in Glückstadt, um ein Volontariat in der schleswig-holstein-lauenburgischen Kanzlei in Kopenhagen zu vermeiden.
In der Schleswig-Holsteinischen Erhebung wurde er von der provisorischen Regierung zum Polizeimeister in Apenrade ernannt. Da er sich dort bewährt hatte, folgte die am 12. Januar 1849 designierte und 23. Februar ausgeführte Beförderung durch die preußisch-dänische Regierung zum Obergerichtsrat in Glückstadt. Nach dem Frieden 1850 blieb er im Land und fungierte weiterhin als Richter in Glückstadt.
Als im Deutsch-Dänischen Krieg Holstein im Dezember 1863 besetzt wurde, trat er im Januar 1864 als Präsident an die Spitze der von den Bundeskommissaren errichteten holsteinischen Landesregierung. Durch den Kompromiss im Londoner Protokoll von 1852 war der Konflikt um die Herzogtümer nur aufgeschoben. Durch die abweichende salische Erbfolge in den Herzogtümern hatte nach dem Tod des dänischen Königs 1863 Friedrich von Augustenburg Erbansprüche. Henrici trat öffentlich für dessen Erbansprüche ein, um von Dänemark loszukommen, war aber der Meinung, dass Schleswig-Holstein eine preußische Provinz werden sollte. Da mit dem Frieden von Wien (1864) ein preußisch-österreichisches Kondominium errichtet wurde und die Erbansprüche inzwischen aussichtslos waren sowie Ende 1864 der bisherige Direktor der holsteinischen Oberdikasterien Wilhelm Benedict von Schirach seinen Abschied einreichte, nahm er die Gelegenheit wahr, im Januar 1865 Direktor der Oberdikasterien zu werden. Die Oberdikasterien in Glückstadt umfassten das Obergericht, Oberkonsistorium und Landesoberkonsistorium, Landgericht (für Adlige).
Mit der Auflösung der Oberdikasterien 1867 ging er als Rat zum Oberappellationsgericht nach Berlin, das für die 1866 annektierten Länder geschaffen wurde. Dort machte er auf Anraten des Gerichtspräsidenten Adolph Leonhardt seinen aus Holstein stammenden Rang als erster Rat erfolgreich geltend, im Gegensatz zum Angebot von Justizminister Graf zur Lippe als Rat an achter Rangstelle. Dies wurde ihm von den Kollegen verübelt, obwohl die Ratsstelle für Henrici eine Gehaltskürzung war. Mit der Berufung Leonhardts zum Justizminister wenige Monate später wurde er Vorsitzender des I. Senats. Den raschen Anschluss an die Berliner Gesellschaft zeigt der Eintritt 1869 in die „Gesetzlose Gesellschaft zu Berlin“. Als der zweite Präsident des Oberappellationsgericht August Heinrich Oberg (1809–1872) verstorben war, wurde Henrici 1872 Vizepräsident des Oberappellationsgerichts. Im selben Jahr wurde er auf Lebenszeit in das Preußische Herrenhaus berufen. Als das Oberappellationsgericht 1874 im Preußischen Obertribunal aufging, ernannte man ihn wieder zum Vizepräsidenten. 1879 kam als Senatspräsident zum III. Zivilsenat des Reichsgerichts.
Aufgrund seines Umzug nach Leipzig ruhte in den folgenden Jahren seine Mitgliedschaft im Preußischen Herrenhaus. Erst nachdem er 1891 in den Ruhestand eingetreten war und seinen Wohnsitz zurück nach Berlin verlegt hatte, erhielt er am 14. Januar 1892 das Stimmrecht im Herrenhaus zurück.
Paul Christian Henrici starb 1899 im Alter von 83 Jahren in Charlottenburg. Beigesetzt wurde er auf dem Kaiser-Wilhelm-Gedächtnis-Friedhof in Charlottenburg-Westend. Das Grab ist nicht erhalten.

## Ehrungen
- Etatsrat (1858)
- Wirklicher Geheimer Oberjustizrat (1875)
- Dr. iur. h. c. der Universität Kiel (1876)
- Stern zum Roten Adler-Ordens II. Klasse
- Kaiserlicher Wirklicher Geheimer Rat mit dem Prädikat Exzellenz (1888)

## Familie
Er war der Sohn von Heinrich Wilhelm Henrici (1772–1850) und Catharina Jessen (1790–1858). Sein Großvater war Paul Christian Henrici (1715–1794), Direktor des Altonaer Christianeums, der eine Tochter Georg Schades geheiratet hatte. Der Jurist Henrici heiratete 1846 in Glückstadt Elise Marie Christiane Tiedemann (1822–1899), Tochter des Obergerichtsadvokaten Johann Georg Hartwig Tiedemann (1790–1866) und Johanna Christina Heyenberg (1797–1834). Ein Vetter war der Abgeordnete der dänischen Minderheit im Land- und Reichstag Nicolay Ahlmann.

## Schriften
Von 1855 bis 1867 redigierte er den holsteinischen Teil der Schleswig-Holsteinische Anzeigen.
Bücher
- Lebenserinnerungen eines Schleswig-Holsteiners. (Autobiographie), Stuttgart & Leipzig 1897 Google Books; auszugsweise abgedruckt in: Deutsche Revue über das gesamte nationale Leben der Gegenwart, 21. Jahrgang (1896), 3. Band (Juli bis September 1896), S. 28, 218, 333.

Aufsätze
- Zur Lehre vom Inselerwerb, Jherings Jahrbücher für die Dogmatik des bürgerlichen Rechts, Band 13 =Neue Folge Band 1 (1874), S. 57.
- Ueber die Frage: auf welche von mehreren Forderungen eine geleistete Zahlung abzurechnen ist? Jherings Jahrbücher für die Dogmatik des bürgerlichen Rechts, Band 14 =Neue Folge Band 2 (1875), S. 428.
- Noch ein Wort zur Lehre vom Inselerwerb, Jherings Jahrbücher für die Dogmatik des bürgerlichen Rechts, Band 15 =Neue Folge Band 3 (1877), S. 313.
- Das Reichsgericht, Jherings Jahrbücher für die Dogmatik des bürgerlichen Rechts, Band 24 =Neue Folge Band 12 (1886), S. 1.
- Ueber die Verpflichtung des Arrestlegers zur Erstattung des durch ungerechtfertigten Arrest verursachten Schadens nach gemeinem Rechte, Beiträge zur Erläuterung des deutschen Rechts, Jahrgang 32 (1888), S. 161.
- Ueber den § 267 des Entwurfes des bürgerlichen Gesetzbuchs für das Deutsche Reich, Jherings Jahrbücher für die Dogmatik des bürgerlichen Rechts, Band 32 =Neue Folge Band 20 (1893), S. 99, Nachtrag 262.
- Der Konkursverwalter der deutschen Konkursordnung steht weder zu dem Gemeinschuldner noch zu den Konkursgläubigern in einem persönlichen Vertretungsverhältniß. Die Konkursmasse ist keine juristische Person, Sächsisches Archiv für bürgerliches Recht und Prozeß, Band 2 (1892), S. 337.
- Ueber die Frage: Hat Derjenige, welcher im gemeinrechtlichen Gebiete Preußens mit einem Anderen in einer verbotenen Lotterie gespielt hat, eine Klage auf Herausgabe der Hälfte des auf das Loos gefallenen von Jenem erhobenen Gewinnes? Beiträge zur Erläuterung des deutschen Rechts Jahrgang 36 (1892), S. 161.
- Die Ernennung der Mitglieder des Reichsgerichts, Die Grenzboten, 55. Jahrgang (1896), Viertes Vierteljahr, S. 489.
- Ueber die Voraussetzungen des Anspruchs auf Ersatz eines durch unerlaubte Handlungen verursachten Schadens nach gemeinem Rechte und dem Rechte des Bürgerlichen Gesetzbuches, Beiträge zur Erläuterung des deutschen Rechts, Jahrgang 42 (1898), S. 625.